# 하드라마우트

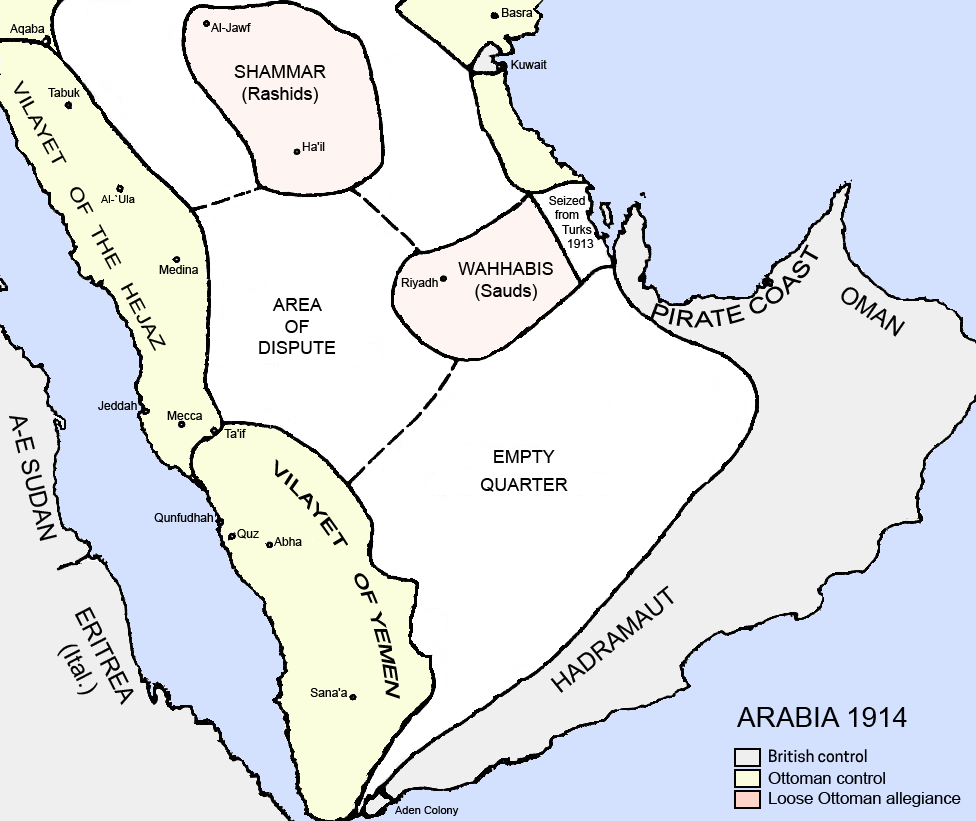
아라비아 반도 (1914년)

하드라마우트(아랍어: حضرموت)는 아라비아 반도 남부, 아라비아해에 접하여 있는 지역의 이름이다. 현재는 예멘 공화국의 영역이다.